# Véhicule à air comprimé
 (juin 2024).
Si vous disposez d'ouvrages ou d'articles de référence ou si vous connaissez des sites web de qualité traitant du thème abordé ici, merci de compléter l'article en donnant les références utiles à sa vérifiabilité et en les liant à la section « Notes et références ».

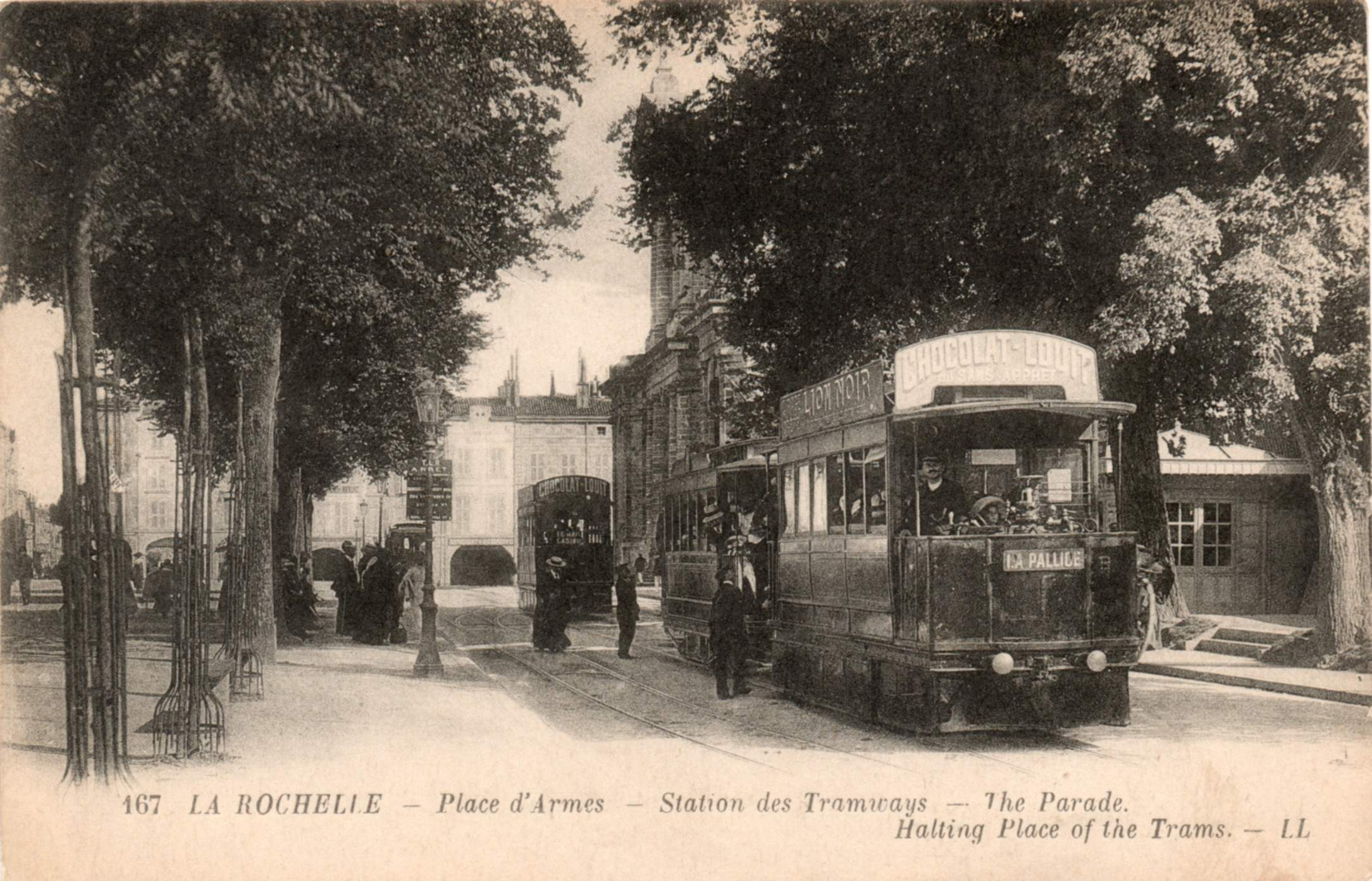
Tramway Mékarski à air comprimé - La Rochelle vers 1905.

Un véhicule à air comprimé est un véhicule mû par un moteur à air comprimé, l'air est généralement stocké dans un réservoir.
Cette technologie est principalement utilisée à la fin du XIXe siècle et au début du XXe siècle dans des locomotives minières et dans des tramways urbains ; pour ce type d’usage, l’absence de production de fumées donne un avantage important à ces véhicules à air comprimé par rapport aux locomotives à vapeur plus polluantes.
Plus récemment (début du XXIe siècle) divers projets et prototypes de véhicules utilisant l’air comprimé sont apparus (vélos, voitures), mais sans réelle commercialisation à ce jour.

## Historique

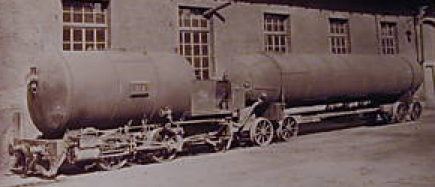
Locomotive à air comprimé - Tunnel du Saint-Gothard vers 1875.

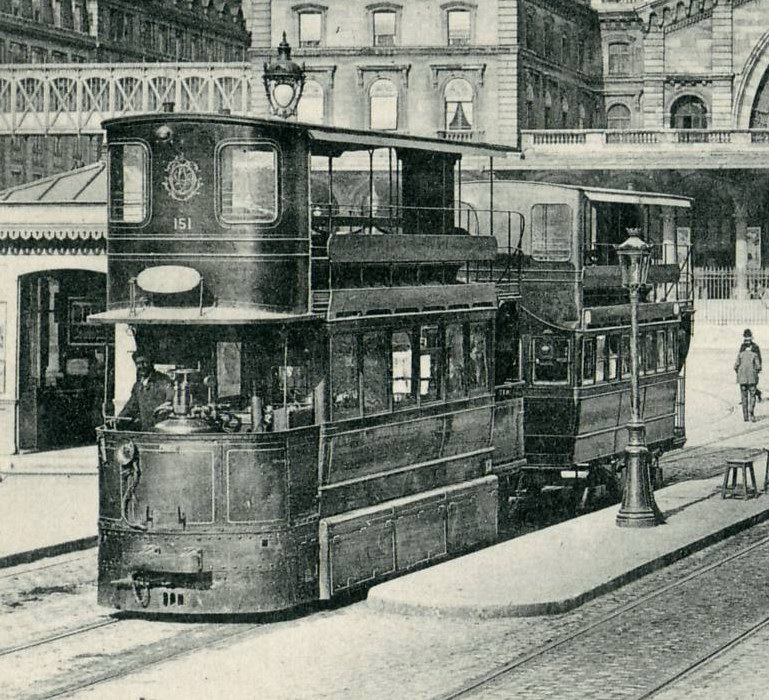
Tramway Mékarski à la gare de l'Est (Paris).

L'utilisation de la détente de l'air comprimé comme force motrice d'un véhicule remonte à l'époque du développement des chemins de fer et des tramways à traction mécanique où, dans certaines situations, comme les réseaux miniers et urbains, il est nécessaire d'éviter les risques d'incendie et les pollutions inhérents à la locomotive à vapeur ordinaire.
Les premiers systèmes de Tomlinson (1820) aux États-Unis ou d'Andraud (1830) en France sont des échecs, car l'air comprimé circule dans une conduite le long de la voie et la locomotive doit être équipée pour le prélever en continu (par un dispositif analogue aux catapultes des porte-avions) ce qui occasionne des fuites et un mauvais rendement.
Un nouveau système conçu par Antoine Andraud et Cyprien Tessié du Motay, à Paris, en 1840, où la locomotive est équipée d'un réservoir que l'on remplit en certains points du réseau, prouve la faisabilité du système,.
Les premières applications pratiques de véhicules à moteur à air comprimé sur rail datent du percement de tunnels ferroviaires (1872), notamment celui du Saint-Gothard en Suisse, et de quelques expérimentations de tramways. Mais le refroidissement du cylindre moteur par la détente de l'air comprimé transforme l'humidité de l'air moteur en cristaux de glace qui occasionne des blocages.
C'est l'ingénieur Louis Mékarski qui perfectionne le système, en associant l'air comprimé et l'eau surchauffée sous pression, et le rend tout à fait opérationnel en vue d'équiper des réseaux de tramways. Il est d'abord testé dans les tramways parisiens de 1876 à 1879 sur le réseau des Tramways-Nord.
À partir de 1879, l'ensemble du réseau des tramways nantais est équipé progressivement de plus de 90 véhicules à air comprimé qui donnent satisfaction jusqu'en 1917.
Puis il est utilisé sur plusieurs lignes du réseau d’Île-de-France : Chemins de fer nogentais, Tramway de Sèvres à Versailles, Compagnie des tramways de Saint-Maur-des-Fossés et sur le réseau parisien de la Compagnie Générale des Omnibus de 1894 à 1914.
À partir de 1890, d'autres villes s'équipent en tramways Mékarski comme Berne (1890), Vichy (1895), Aix-les-Bains (1896), Saint-Quentin (1899) et La Rochelle (1901). Des locomotives Mékarski sont également en service sur la partie parisienne de l'Arpajonnais pour la desserte « silencieuse » des Halles de Paris de 1895 jusqu'en 1901.

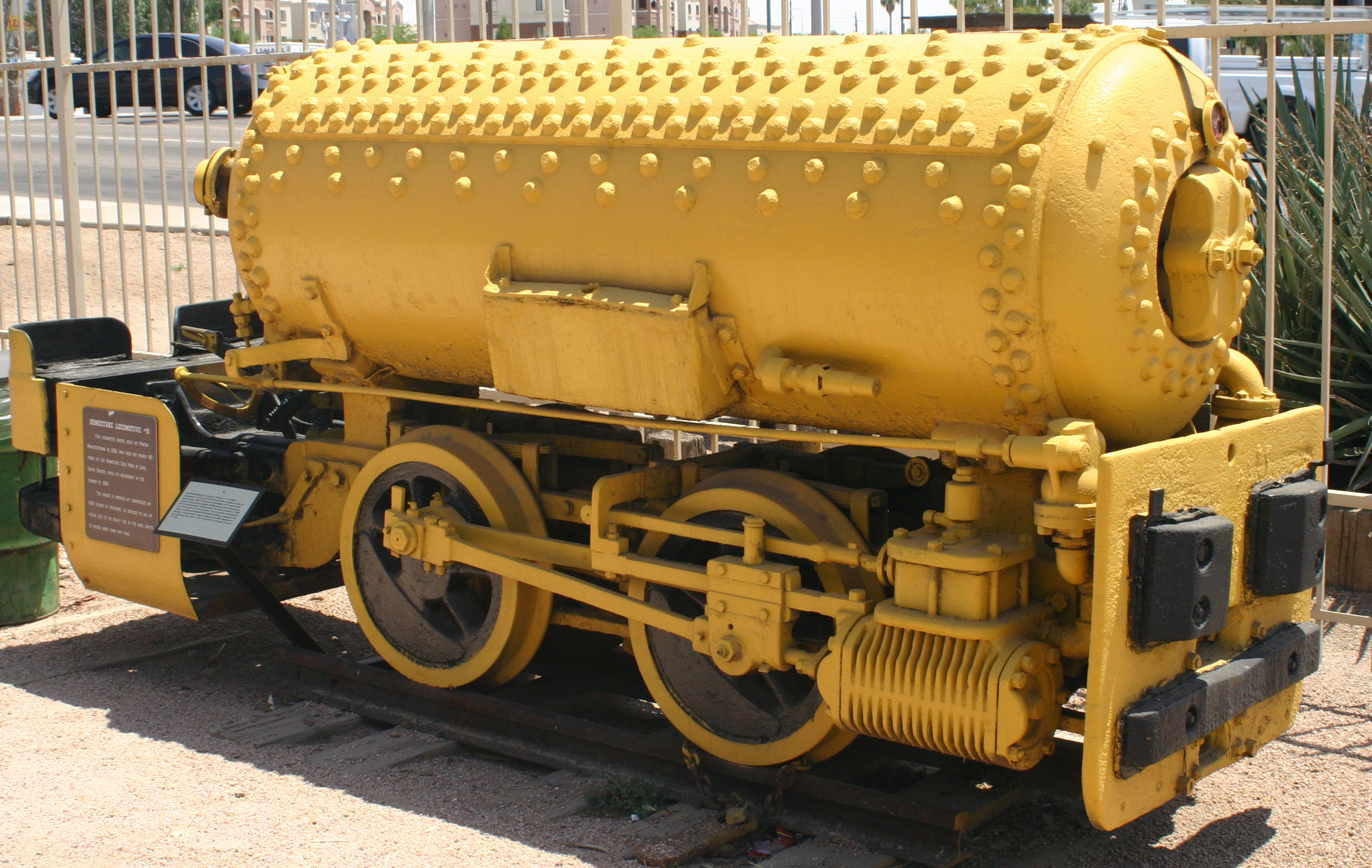
Locomotive à air comprimé Porter, construite en 1923, utilisée par la mine d'or Homestake, South Dakota, États-Unis.

Un des projets de métro aérien de New York prévoit d'utiliser des locomotives à air comprimé et eau surchauffée. Le moteur fonctionne au freinage en récupération d'énergie, pour recharger le réservoir d'air comprimé et réchauffer le réservoir d'eau.
À partir de 1896, la H K Porter Company de Pittsburgh met sur le marché les locomotives à air comprimé inventées par Charles B. Hodges. Le moteur à double puis triple expansion (cylindres à haute et basse pression) est complété par un échangeur de chaleur atmosphérique. L'air comprimé refroidi par la première détente est réchauffé par l'air ambiant, ce qui rend inutile le dispositif à eau surchauffée et améliore grandement le rendement global. Des milliers de locomotives Porter équipent les mines de charbon de l'est des États-Unis jusqu'aux années 1930. D'autres constructeurs dans le monde entier produisent en grande quantité des machines similaires pour les mines et les usines d'industries qui ne tolèrent ni fumée, ni poussières. L'autonomie augmente avec la possibilité de construire des réservoirs d'air à très haute pression (jusqu'à 250 bars). Ces machines sont en service jusqu'aux années 1950, avant d'être dépassées par le développement de moteurs à gaz peu polluants et d’accumulateurs électriques améliorés.
Depuis le début des années 2000, plusieurs études pour l'automobile font l'objet de prototypes, souffrant d'autonomie et de vitesse limitées, le concept semble oublié du monde « écologique » et ne bénéficie en 2025 d'aucun gros industriel pour sa promotion et son développement.

## La technologie
Les véhicules à air comprimé utilisent l'énergie pneumatique contenue dans l'air comprimé pour alimenter un moteur à air comprimé qui transforme cette énergie en mouvement de rotation. L'air comprimé est stocké dans un réservoir d'air comprimé embarqué sur le véhicule. Les principes de la thermodynamique s'appliquent à cette technologie.

### Comparatif pneumatique, électrique et thermique
Comparé au moteur électrique ou au moteur à combustion interne, le moteur pneumatique a certains atouts mais aussi des faiblesses d'importance pour son adaptation au transport automobile :

#### Concernant le stockage d'énergie
- la technologie des réservoirs sous pression est déjà connue et utilisée en production, par exemple pour tous les véhicules à gaz naturel (GNV) qui fonctionnent avec une pression de l'ordre de 200 bar.
- le coût de fabrication d'un réservoir d'air comprimé est plus faible que celui d'un accumulateur électrique, mais plus élevé que celui d'un réservoir de carburant ;
- un réservoir d'air en matériaux composites est bien moins lourd qu'un accumulateur électrique, mais plus qu'un réservoir de carburant ;
- la fabrication d'un réservoir d'air peut être coûteuse en énergie (fibre de carbone) mais n'inclut pas de métaux fortement polluants (contrairement à de nombreux types d'accumulateurs électriques) ;
- le réservoir d'air comprimé s'use peu et peut subir plus de 10 000 cycles de charge et décharge, ce qui lui donne une durée de vie pratiquement illimitée ;
- le recyclage du réservoir d'air comprimé est plus facile que celui d'un accumulateur électrique ;
- pour un usage mobile, la masse d'air emporté diminue lors de l'utilisation du véhicule, tout comme pour du carburant, contrairement à la masse de l'accumulateur électrique ;
- cependant, la teneur énergétique de l'air comprimé est faible ; par exemple, un volume de 300 litres à 300 bars ne peut fournir qu'un maximum théorique de 14,3 kW h et, en pratique, ce chiffre est réduit à environ 7 kW h pour une détente adiabatique, ce qui est proche du comportement de moteurs pneumatiques réels ;
- le chargement et le déchargement d'un accumulateur électrique peuvent se faire avec une efficacité énergétique avoisinant les 65-83 % (selon les données disponibles[réf. nécessaire] dans Accumulateur électrique#Tableau comparatif des différentes techniques) sans compter les pertes de réseau électrique [réf. souhaitée], associée à une efficacité d'un moteur électrique entre 90 et 96 %[réf. souhaitée], ce qui donne un taux d'efficacité global inférieur à la plage de 58 à 80 % [réf. souhaitée];
- la pression baisse lorsque le réservoir d'air se vide, ce qui entraîne soit une baisse de la puissance disponible, soit une baisse du rendement si un détendeur est utilisé pour réguler la pression ;
- l'humidité de l'air comprimé doit être complètement retirée pour éviter la formation de glace lors de la détente dans le moteur : soit on retire l'eau avant la compression, soit on chauffe l'air comprimé lors de l'expansion, créant des pertes d'énergie supplémentaires non négligeables ;
- la recharge électrique est silencieuse alors que la compression d’air ne l'est pas.

#### Concernant le moteur
Le moteur pneumatique peut fonctionner à bas régime (100  à   2 000 tours par minute selon la cylindrée[réf. souhaitée] , il offre un couple important et quasiment constant sur la plage de régimes du moteur[réf. souhaitée] , il peut fournir du froid pour le véhicule mais par contre, en l'absence des pertes thermiques d'un moteur à combustion interne, il faut un autre apport de chaleur pour chauffer le véhicule. Un moteur thermique classique de même puissance qu'un moteur à air comprimé est de taille et poids comparables, voire moindres[réf. souhaitée]

#### Concernant la viabilité commerciale
les véhicules à air comprimé n’ont pas réussi à atteindre le stade de la commercialisation, malgré plusieurs décennies de développement. En 2025 Les performances annoncées par les créateurs de véhicules à air comprimé n'ont jamais été vérifiées de façon indépendante et peuvent donc être mises en doute.
Comparés aux moteurs thermiques, les deux systèmes pneumatique et électrique présentent l'inconvénient d'une faible autonomie qui était acceptable pour des véhicules comme les tramways du début du XXe siècle, avec leurs arrêts fréquents et leurs trajets fixes permettant un rechargement rapide en air, mais qui se révèle moins compatible avec l'usage actuel d'un véhicule particulier. Toutefois, l'emploi de techniques de pointe (réservoirs d'air en fibre de carbone) pourrait permettre de réduire cet inconvénient par l'allègement des véhicules (voir le chapitre « autonomie » et les méthodes d'estimation d’énergie dans l’article énergie pneumatique).

### Intérêt potentiel de l'air comprimé pour les moteurs
l'énergie contenue dans un réservoir d’air comprimé est relativement faible : pour stocker une dizaine de kWh (l'équivalent d'un litre de carburant) sous forme d'air comprimé à 250 bar il faut un réservoir de 300 litres, environ dix fois plus volumineux qu'un accumulateur lithium correspondant. Une partie de l'énergie mécanique de compression sera transformée en énergie thermique du gaz comprimée, et perdue pendant le stockage avec le retour à température ambiante du réservoir. Dans certains cas on peut envisager de ré-augmenter cette énergie potentielle en chauffant l’air, avec de l'éthanol par exemple ; l’avantage par rapport au moteur à combustion interne serait que cette combustion serait produit à pression ambiante. D'autres projets cherchent à récupérer l'énergie thermique en interposant un réservoir de chaleur isolé, qui capterait la chaleur du gaz comprimé et la restituerait au moment de l'utilisation.

## Les véhicules

### Les voitures
Au début des années 2000, deux entreprises, Motor Development International (MDI) et Energine, ont basé le développement de leurs projets sur le principe de petites voitures, allégées au maximum.

#### MDI
Cette société annonce une gamme de véhicules à air comprimé développés sur un concept identique. Mais ses différents projets restent à l'état de prototypes et n'aboutissent pas à une commercialisation.

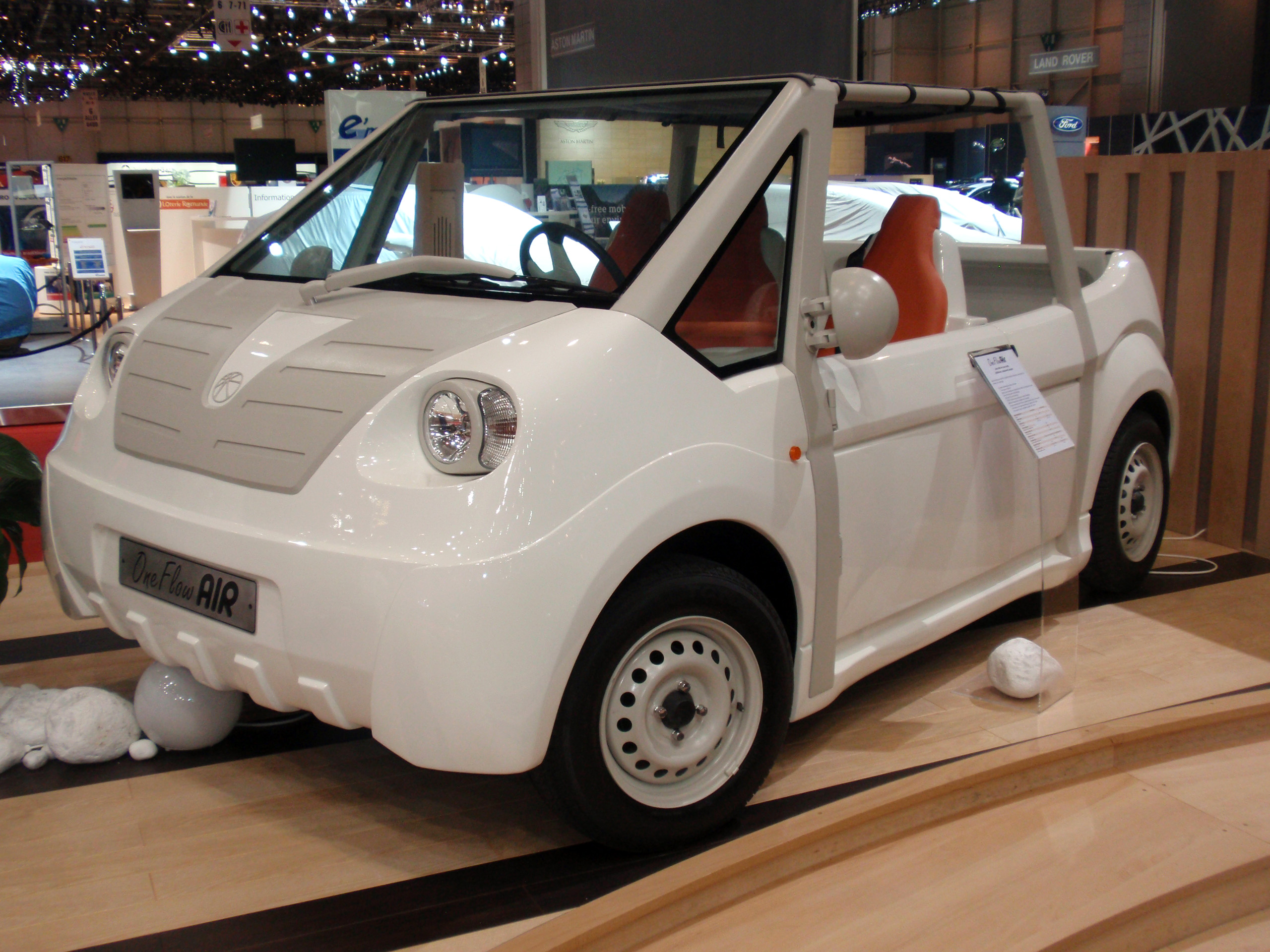
Un prototype MDI exposé au Salon international de l'automobile de Genève 2009.

Pour diffuser ses produits, MDI a imaginé un concept original consistant à commercialiser des usines clef en main pour fabriquer et vendre ses voitures localement.
En février 2007, un accord de cession de licences pour l'application exclusive de cette technologie en Inde a été signé avec le géant de l'automobile indien TATA motors. La société TATA s'engageait à soutenir les recherches sur les moteurs à air comprimé et a obtenu le droit de commercialiser des modèles utilisant la technologie MDI ; en mai 2012 Tata Motors a publié un nouveau communiqué de presse indiquant qu'il avait achevé avec succès dans deux de ses véhicules, les tests du moteur à air de MDI,
La première mise en production industrielle concrète d'un véhicule MDI devait voir le jour en Suisse : la société Catecar SA avait signé en octobre 2010 un contrat de licence pour produire des véhicules à air comprimé à Reconvilier (Canton de Berne). La sortie du premier véhicule entièrement construit en Suisse était prévue pour mars 2011, mais ce projet est abandonné (juin 2011), comme d'ailleurs la plupart des coopérations industrielles antérieures de MDI (sauf celle avec « Tata motors »).

#### Energine
Les ingénieurs de cette société coréenne ont pu réaliser, à partir d'une Daewoo Matiz, un prototype hybride moteur électrique/moteur à air comprimé (PHEV, Pneumatic Hybrid Electric Vehicle). Le moteur à air comprimé sert en fait à entraîner un alternateur, celui-ci prolongeant l'autonomie de la voiture. La voiture fonctionne et a été essayée par des journalistes, mais le projet est abandonné (le site web de la société n'existe plus).

#### Les VAP et VPP
« K’Airmobiles » est le nom donné à un ensemble de projets de véhicule à assistance pneumatique (VAP) et véhicule à propulsion pneumatique (VPP), visant à échapper aux contraintes thermodynamiques de l'air comprimé, ou plutôt à en tirer bénéfice.
Développé en France dès 2006-2007, le projet a été abandonné en 2009, faute d'avoir pu trouver les supports financiers nécessaires. En 2010, grâce à un groupe d'investisseurs nord-américains, les brevets pour le moteur-turbine K'Air ayant finalement pu être enregistrés au Canada, le projet a été réinitialisé mais cette fois en vue de la construction préalable d'une unité de production d'énergie verte (éolien + solaire) qui permettra une démonstration pratique du concept moteur.

#### Peugeot
Peugeot (PSA) a présenté à la presse, en janvier 2013, le prototype d’un nouveau moteur essence hybride appelé « Hybrid Air ». Ce prototype n'utilise l'air comprimé que pour stocker l'énergie au freinage, et non comme propulsion principale contrairement aux véhicules précédemment présentés. Cet air (en réalité de l’azote) est comprimé pendant les phases de freinage et l’énergie stockée est ensuite restituée pour entraîner les roues lors de l’accélération suivante ; l’économie d’énergie résultante est donc notable surtout en ville. Le couple est transmis aux roues via un train épicycloïdal qui remplace la boîte de vitesses classique (technologie voisine de celle des systèmes HSD de Toyota).
Il était prévu de commercialiser ce système, développé en collaboration avec Bosch et Faurecia à l'horizon 2016, sur les futures Peugeot 308 et Citroën C4, mais la commercialisation n'a pas eu lieu (abandon du projet).
Le concept-car Peugeot 208 Hybrid Air, présenté au Mondial de l'Automobile 2014, combinait un petit moteur à essence 3 cylindres de 82 chevaux et un ensemble moteur-pompe hydraulique installé sur la transmission et relié à un réservoir d'air comprimé ; il devait permettre (avec des gains additionnels sur le poids et l'aérodynamisme de la voiture) de réduire la consommation de carburant de 40 % à 45 % en conduite urbaine et ainsi d'abaisser la consommation normalisée à deux litres aux 100 kilomètres. Le concept-car Citroën C4 Cactus AirFlow utilise la même technologie.

#### Autres

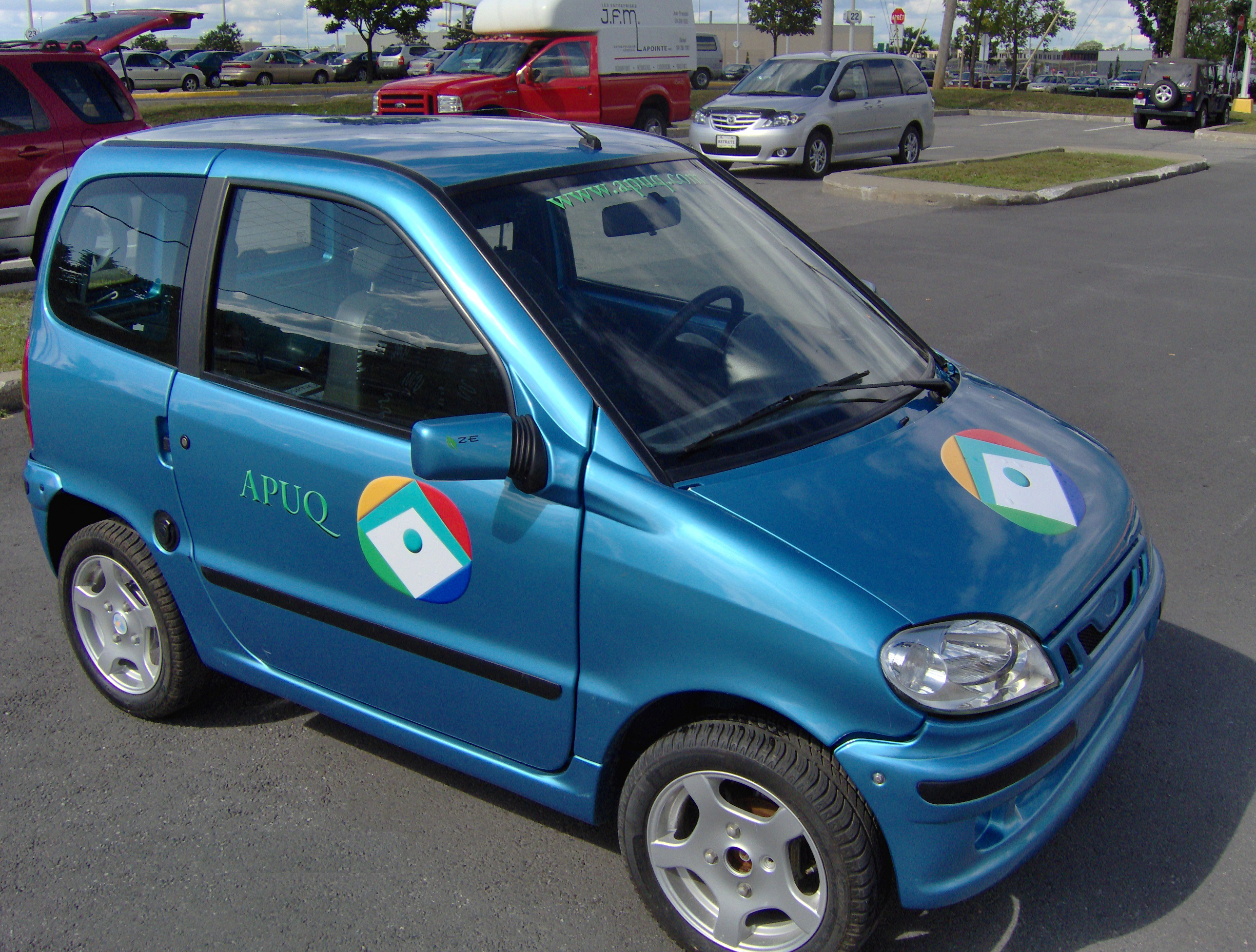
Un véhicule équipé d'une quasiturbine.

En ce qui concerne la Quasiturbine, il s’agit d’un projet canadien (non d’un véhicule) qui, selon ses concepteurs, pourrait aussi bien fonctionner avec un carburant explosif qu'avec de l'air comprimé.
Lors du salon du design de Los Angeles (en novembre 2010), les constructeurs automobiles Honda, Volvo et Cadillac ont présenté des « concept cars » équipés de moteurs à air comprimé,.
En septembre 2011, le tricar Ku:Rin (Toyota) atteint la vitesse record de 129,2 km/h.
Le 7 mai 2012, la société indienne Tata Motors annonce avoir passé avec succès en coopération avec la société MDI, des tests d'utilisation sur des prototypes et commencé une phase de mise en place du processus de fabrication de ce véhicule. Au début d'année 2014,un modèle, la Mini Cat est annoncé. En 2025 la société ne communique plus sur ce sujet.
Depuis Mars 2017 la société française Anthos Air Power Normandie (crée par Air Power Technologie France) développe un moteur à air comprimé conçu en Italie. Proposé en kit, il permet la modification et la transformation de véhicules existants tels que des camionnettes ou des véhicules utilitaires en véhicules fonctionnant à l’air comprimé et défend la viabilité du système pour l'automobile. En 2025, les dernières informations relatives à ce concept datent de 2019 sur le site de cette société.
Un autre projet d’étude a amené l’Université de Reims à construire l’« Air-Bike ». Bien qu’opérationnel, cet engin présente un sérieux handicap du fait de l'énorme dimension du réservoir et de son autonomie réduite.

## Autonomie d'un véhicule à air comprimé

### Historique
Les seuls véhicules à air comprimé ayant été largement déployés (en plusieurs centaines d’exemplaires) sont les locomotives minières et les tramways de la fin du XIXe siècle et du début du XXe, principalement les automotrices Mékarski.
Le tramway Mékarski de 1900 était capable de parcourir sur le plat environ 16 km sans recharge avec un poids d’environ 14 tonnes et des réservoirs contenant 3 m3 d’air comprimé à une pression variant de 60  à   80 bars selon les modèles. Il développait une puissance d’environ 33 kW.

### Estimation de l'autonomie des véhicules modernes[11]
Si on compare le tramway Mékarski avec ce que pourrait être un véhicule urbain moderne à air comprimé de 700 kg équipé d’un réservoir en fibre de carbone de 300 litres à 300 bars (même technologie que ceux utilisés pour les véhicules fonctionnant au GNV), ce véhicule disposerait d’une réserve d’air (produit volume × pression) environ trois fois plus faible et pèserait vingt fois moins que le tramway Mékarski. Il aurait donc un rapport énergie/poids six fois supérieur et pourrait ainsi avoir en usage urbain une autonomie raisonnable (plusieurs dizaines de kilomètres).
Le calcul d’autonomie pour un véhicule automobile doit prendre en compte le fait que la résistance au roulement des pneumatiques est nettement plus élevée que celle de véhicules sur rails métalliques comme les tramways, ce qui contribue à diminuer l'autonomie. Le calcul de l'autonomie doit aussi prendre en compte la variation de vitesse (accélération, freinage) fréquente des véhicules en milieu urbain, source d'une grande perte énergétique s'il n'y a pas de système de récupération de l'énergie au freinage.
Une estimation théorique est possible : selon les calculs présentés dans l'article Énergie pneumatique, de l'air comprimé à 300 bars stocké dans un réservoir de 300 litres représente, réservoir plein, 126 kg d'air (pris comme un gaz parfait).
Avec une détente sans échange avec l'extérieur (détente adiabatique), il pourra produire idéalement une énergie de 27 MJ = 7,5 kWh : c'est l'énergie « adiabatique » contenue dans le réservoir.
Idéalement, l'énergie mécanique produite pourrait atteindre au maximum 51 MJ = 14,2 kWh avec une détente isotherme ; pour cela, il faudrait laisser l'air refroidi par la détente être réchauffé par le milieu. L'énergie supplémentaire par rapport à la détente adiabatique est dans ce cas de 24 MJ = 6,7 kWh, soit 89 % de plus, et elle correspond à l'énergie calorifique, ou chaleur qui serait apportée par le milieu lors d'une détente très lente, comme expliqué dans la définition d'une détente isotherme.
Ces valeurs sont celles du cas idéal ; en fait, les pertes du moteur sont probablement de l'ordre de 50 % (voire plus), car les meilleurs moteurs à pistons atteignent 50 % d'efficacité énergétique. L’énergie réellement disponible est donc comprise entre 3,7 kWh (détente adiabatique) et 7 kWh (détente isotherme).

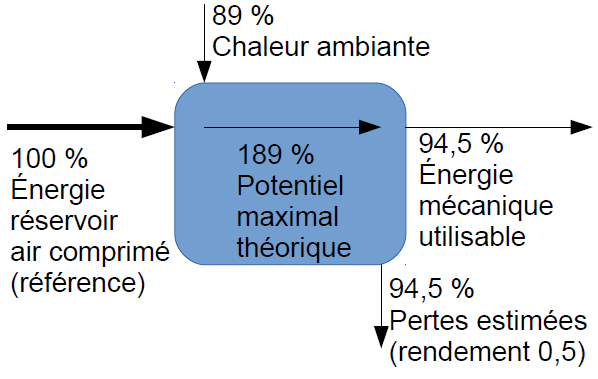
Entrées et sorties d'énergie dans un véhicule à air comprimé (exemple à 300 bars, gaz parfait).

Par rapport à un moteur à combustion interne, un moteur à air comprimé a seulement 3 causes de pertes d'énergie :
1. les pertes liées au cycle thermodynamique pour la plus grande part : des détentes parasites qui ne produisent pas de travail ;
2. des pertes par frottement ;
3. une isothermie non parfaite, provoquée par un manque d'entrée de chaleur venant du milieu.

Un moteur à air comprimé ne chauffe pas, il refroidit : il ne perd donc pas de chaleur.
Un moteur à air comprimé n'a pas besoin des accessoires nécessaires aux moteurs à combustion interne : nul besoin de démarreur, de circuit de refroidissement, de circuit d'allumage électrique ou de réchauffement, etc. L'énergie pour alimenter tous ces accessoires n'est pas perdue.
Les pertes par frottement se transforment en chaleur (cf Rendement d'un moteur à explosion#À quoi sont dues les pertes dans un moteur ?) et sont en fait réabsorbées par le moteur car il est plus froid que le milieu ambiant.
Avec les hypothèses précédentes, si le moteur offre une puissance de 20 kW, soit l'équivalent de 27 ch, la durée de fonctionnement à pleine puissance serait d'environ 11 minutes (détente adiabatique) et 21 minutes (détente isotherme). En pratique, pour mouvoir un véhicule urbain léger (700 kg) roulant à une vitesse moyenne de 50 km/h, l’énergie moyenne consommée est plus proche de 5 kWh (18 MJ) aux 100 km ce qui pourrait autoriser une autonomie comprise entre 70  et   140 km. Compte tenu de ces diverses incertitudes, il faudra attendre la disponibilité réelle de ces nouveaux véhicules à air comprimé pour en mesurer l’autonomie effective.

### Freinage régénératif
Le freinage régénératif permet de convertir l'énergie, habituellement dissipée en chaleur lors de ralentissement, et d'utiliser la compressibilité de l'air pour recharger les réservoirs. Ceci améliore largement l'autonomie, surtout sur des trajets avec des arrêts fréquents mais ne remplace pas les freins pour l’arrêt rapide et complet du véhicule.